# جاك لودفيغ
جاك لودفيغ (بالإنجليزية: Jack Ludwig)‏ (30 أغسطس 1922، وينيبيغ في كندا - 12 فبراير 2018)؛ صحفي وروائي كندي.